# Naturlig deduktion
Inom logik och bevisteori är naturlig deduktion en sorts bevisföring där logiska resonemang uttrycks genom slutledningsregler som är nära relaterade till det "naturliga" sättet att resonera. Detta står i kontrast till Hilbert-liknande system, som istället använder axiom så mycket som möjligt för att uttrycka de logiska lagarna för deduktivt resonemang.

## Historia
Naturlig deduktion växte fram som ett missnöje med axiomatiseringarna av härledningsresonemang, som systemen av Hilbert, Frege och Russell bygger på. De mest kända är det av Russell och Whitehead i deras avhandling Principia Mathematica. Uppmuntrad av en serie seminarier i Polen 1926 av Jan Łukasiewicz som förespråkade en mer naturlig behandling av logik, gjorde den polske logikern Stanislaw Jaśkowski de tidigaste försöken att definiera en mer naturlig deduktion, först 1929 med hjälp av en schematisk notation, och senare uppdaterade sitt förslag i en rad av artiklar 1934 och 1935.
Naturlig deduktion i sin moderna form föreslogs oberoende av den tyske matematikern Gerhard Gentzen 1933, i en avhandling som levererades till fakulteten för matematiska vetenskaper vid universitetet i Göttingen. I naturlig deduktion härleds en slutsats från en samling av premisser genom att tillämpa slutledningsregler upprepade gånger.

## Gentzens notation
Gentzen, som uppfann naturlig deduktion, hade sin egen notationsstil för argument. Exempel (på modus ponens): "om det regnar så är det molnigt; det regnar; därför är det molnigt".  Om vi representerar detta som en lista med satser får vi:
{\displaystyle 1)~P\to Q}
{\displaystyle 2)~P}
{\displaystyle \therefore ~Q}
I Gentzens notation skulle detta skrivas så här:
{\displaystyle {\frac {P\to Q,P}{Q}}}
Premisserna visas ovanför en linje, kallad slutledningslinjen, är åtskilda av ett kommatecken, vilket indikerar en kombination av premisser. Slutsatsen är skriven under slutledningslinjen. Slutledningslinjen representerar syntaktisk konsekvens, ibland även kallad deduktiv konsekvens, som också symboliseras med {\displaystyle \vdash } (turnstile). Så ovanstående kan också skrivas på en rad som:
{\displaystyle P\to Q,P\vdash Q}